# Сова рудовола
Сова́ рудово́ла (Pulsatrix melanota) — вид птахів родини совових (Strigidae). Поширений у Південній Америці.

## Поширення
Зустрічається в Колумбії, Східному Еквадорі, Перу на схід від Анд і Болівії. Ймовірно, цей вид є осілим птахом. Населяє вологі й густі гірські ліси. Висота його ареалу коливається від 700 до 1600 метрів над рівнем моря.

## Опис
Пугач досягає довжини тіла 48 см. Пір'ясті вуха відсутні. Верх тіла темно-коричневий з кількома світлими плямами. Нижня сторона тіла білувата з помітними поперечними смугами від іржаво-коричневого до темно-коричневого. Нагрудна смуга широка й коричнева. Лицьовий диск коричневий, з білими бровами. Горло білувате. Очі від темно-червонувато-коричневих до чорно-коричневих. Ноги оперені, але пальці голі.